# Francesc Orriols i Basany
Francesc Orriols i Basany fou regidor del segon ajuntament republicà a Manresa (1934) i secretari de Joan Selves i Carner i, posteriorment, de Lluís Prunés i Sató, quan eren consellers de la Generalitat de Catalunya. Va morir presumiblement en un control de la FAI durant la Guerra Civil.